# آنتونی کاتاگاس
آنتونی کاتاگاس (انگلیسی: Anthony Katagas؛ زادهٔ ۲۸ ژانویه ۱۹۷۱) تهیه‌کننده فیلم اهل ایالات متحده آمریکا است. او از دانشگاه وسترن نیو انگلند در اسپرینگفیلد، ماساچوست در رشته government فارغ‌التحصیل شده‌است، جایی که به عنوان دروازه‌بان تیم ورزشی لاکراس نیز بوده‌است. وی همچنین برندهٔ جوایزی همچون جایزه اسکار بهترین فیلم شده‌است.

## فیلم‌شناسی
آنتونی کاتاگاس در تمام فیلم‌های زیر تهیه‌کننده است مگر اینکه خلاف آن ذکر شده باشد.

### فیلم
| سال  | عنوان                                           | اعتبار            | توضیحات    |
| ---- | ----------------------------------------------- | ----------------- | ---------- |
| ۲۰۰۰ | In the Weeds                                    | تهیه‌کننده مشترک   |            |
| ۲۰۰۱ | ۳ ای.ام.                                        | تهیه‌کننده مشترک   |            |
| ۲۰۰۱ | چیز بزرگ بعدی                                   | تهیه‌کننده مشترک   |            |
| ۲۰۰۲ | Happy Here and Now                              |                   |            |
| ۲۰۰۴ | Second Best                                     |                   |            |
| ۲۰۰۴ | کریستال                                         | تهیه‌کننده مشترک   |            |
| ۲۰۰۴ | تکلیف                                           |                   |            |
| ۲۰۰۵ | گذر از زمستان                                   | تهیه‌کننده مشترک   |            |
| ۲۰۰۵ | بهترین                                          | تهیه‌کننده مشترک   |            |
| ۲۰۰۶ | حقه                                             | مدیر اجرایی تولید |            |
| ۲۰۰۶ | اکس                                             | Line producer     |            |
| ۲۰۰۷ | Blackbird                                       |                   |            |
| ۲۰۰۷ | شب مال ماست                                     | مدیر اجرایی تولید |            |
| ۲۰۰۷ | زندگی قبل از چشمان او                           |                   |            |
| ۲۰۰۸ | شوهر تصادفی                                     | مدیر اجرایی تولید |            |
| ۲۰۰۸ | سفر جاده‌ایی دانشگاه                             | مدیر اجرایی تولید |            |
| ۲۰۰۸ | دو عاشق                                         |                   |            |
| ۲۰۰۹ | درباره مورگان شنیدی؟                            | مدیر اجرایی تولید |            |
| ۲۰۱۰ | روح من را حفظ کن                                | Line producer     | Uncredited |
| ۲۰۱۰ | سه روز آینده                                    | مدیر اجرایی تولید |            |
| ۲۰۱۱ | آدم‌ربایی                                        | مدیر اجرایی تولید |            |
| ۲۰۱۲ | کشتار با لطافت                                  |                   |            |
| ۲۰۱۳ | عروسی بزرگ                                      |                   |            |
| ۲۰۱۳ | مهاجر                                           |                   |            |
| ۲۰۱۳ | ۱۲ سال بردگی                                    |                   |            |
| ۲۰۱۴ | سیمبلین                                         |                   |            |
| ۲۰۱۵ | داستان واقعی                                    |                   |            |
| ۲۰۱۵ | کار ناتمام                                      |                   |            |
| ۲۰۱۶ | تریپل ناین                                      |                   |            |
| ۲۰۱۶ | نرو                                             |                   |            |
| ۲۰۱۶ | شهر گمشده زی                                    |                   |            |
| ۲۰۱۷ | مارک فلت: مردی که کاخ سفید را به خاک سیاه نشاند |                   |            |
| ۲۰۱۹ | به‌سوی ستارگان                                   |                   |            |
| ۲۰۱۹ | جواهرات تراش‌نخورده                              | مدیر اجرایی تولید |            |
| ۲۰۲۰ | ارزش                                            |                   |            |
| ۲۰۲۰ | دادگاه شیکاگو هفت                               | مدیر اجرایی تولید |            |
| ۲۰۲۱ | زنی پشت پنجره                                   |                   |            |
| ۲۰۲۲ | آب عمیق                                         |                   |            |
| ۲۰۲۲ | زمان آرماگدون                                   |                   |            |
| ۲۰۲۲ | آمستردام                                        |                   |            |
| TBA  | خوش‌شانس                                         |                   | [ ۳ ]      |